# Chiesa di Santa Croce (Parma)
La chiesa di Santa Croce è un luogo di culto cattolico dalle forme romaniche e barocche, situato in piazzale Santa Croce 1 nel quartiere Oltretorrente a Parma, in provincia e diocesi di Parma; è sede di una parrocchia compresa nella zona pastorale della città.

## Storia
La chiesa venne eretta nei primi decenni del XII secolo a lato della prima statio sulla via di Monte Bardone, il tratto della via Francigena che da Parma conduceva al passo della Cisa e, attraverso l'Appennino, a Roma; un'antica iscrizione, non più presente, attestava che il vescovo Grazia la consacrò il 21 agosto 1222.

## Descrizione

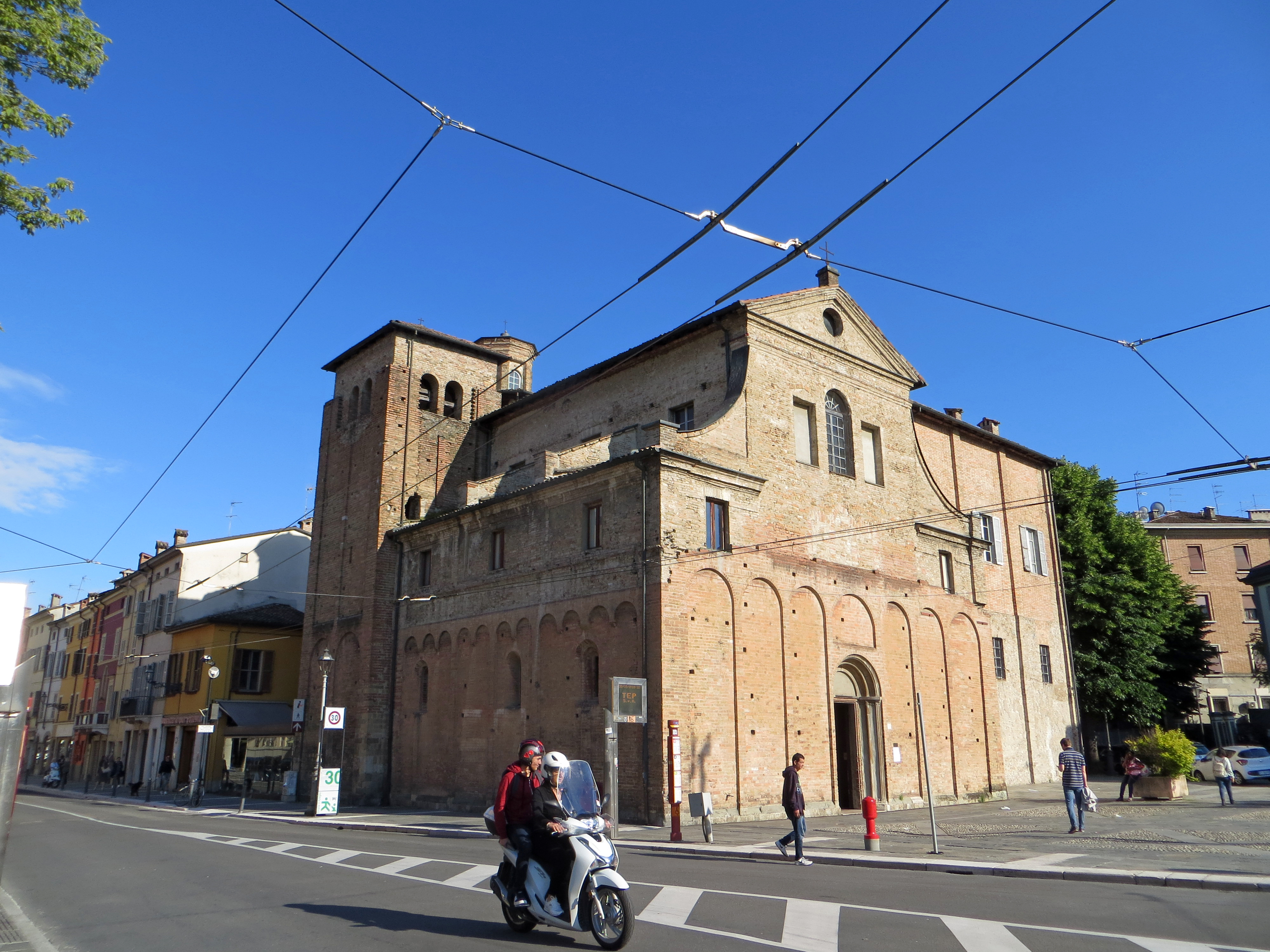
Facciata e lato nord

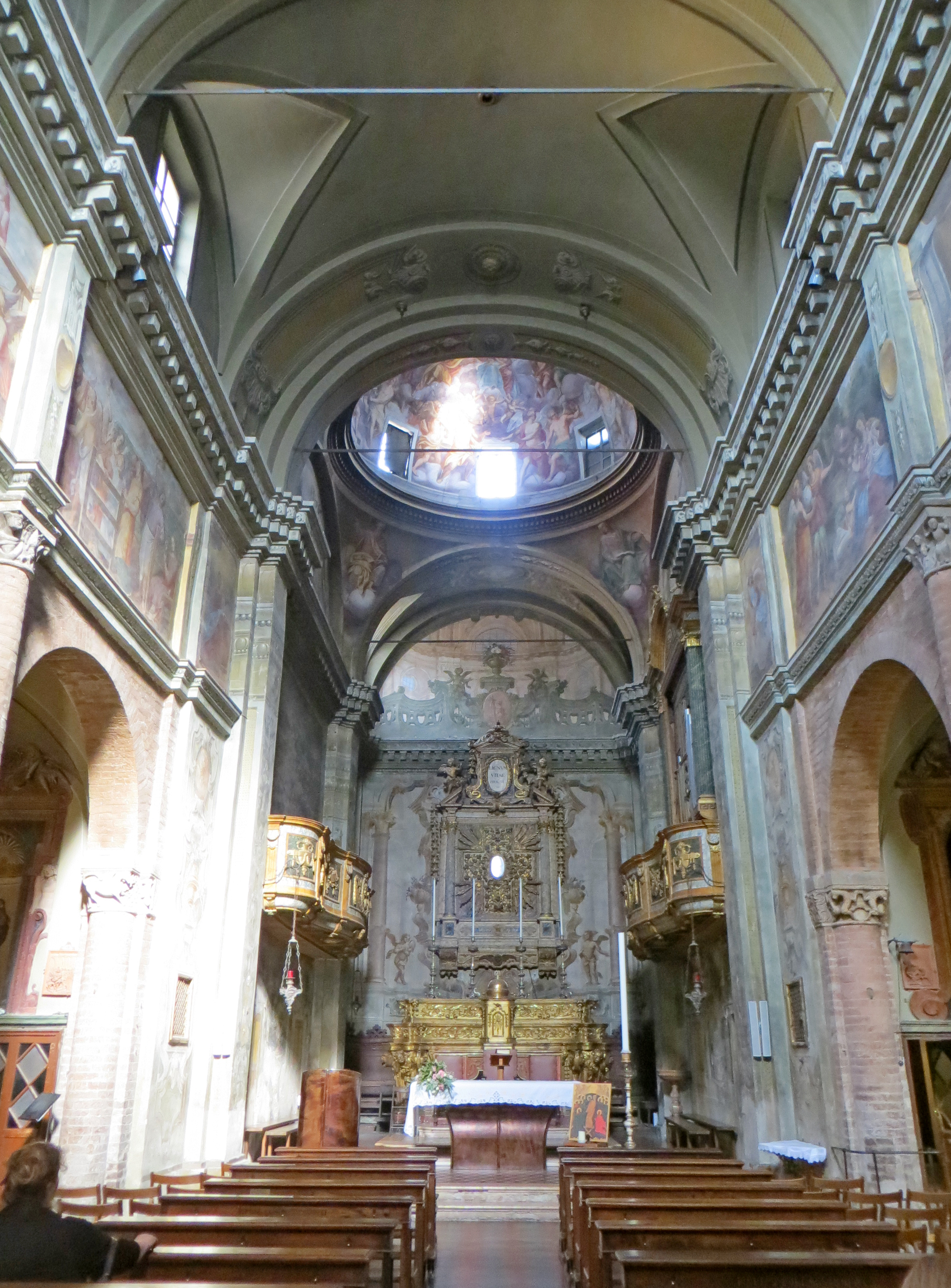
Navata centrale

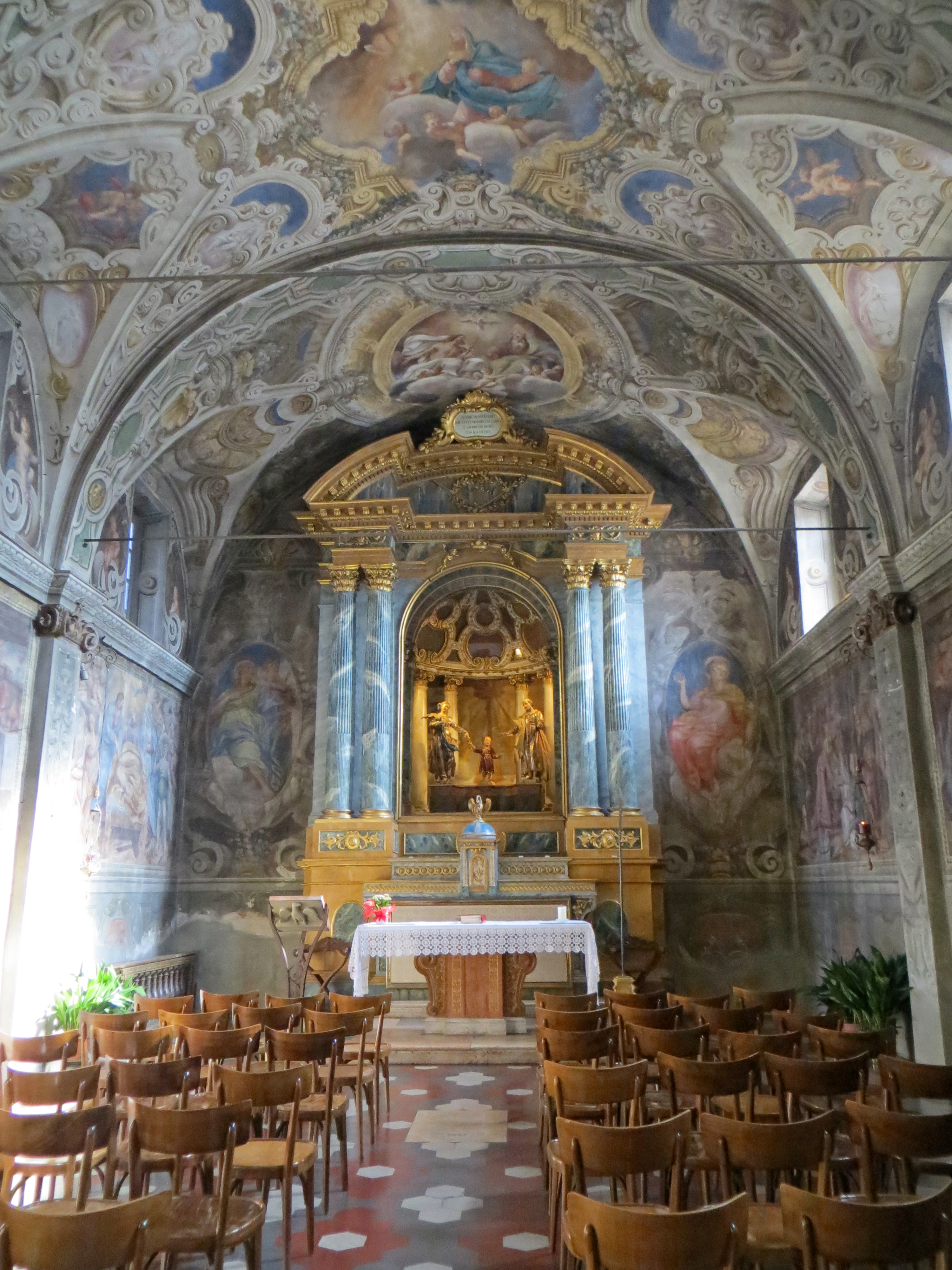
Cappella di San Giuseppe

L'edificio originario, in forme romaniche, era suddiviso in tre navate e terminava con un'abside semicircolare. Subì una prima modifica nel 1415, a opera di Iorio da Erba, e poi una più sensibile tra il 1635 e il 1666, per volere della confraternita di San Giuseppe, che promosse l'elevazione delle navate, la costruzione del presbiterio e della cupola e l'aggiunta nel lato sud di un'ampia cappella dedicata al santo titolare della congrega (nonché, oggi, al Santissimo Sacramento); le prime tre campate vennero demolite e la facciata arretrata, accorciando notevolmente l'edificio. Della fabbrica antica si conservano i capitelli sui pilastri della navata centrale e alcune tracce all'esterno.
Alla prima metà del XVII secolo risalgono anche gli affreschi della navata centrale (con episodi dell'infanzia di Gesù e della vita di San Giuseppe), realizzati da Giovanni Maria Conti della Camera e dai suoi aiutanti Francesco Reti e Antonio Lombardi; sugli altari si conservano pregevoli dipinti del XVI e XVII secolo e alcune sculture in legno policromo raffiguranti la sacra Famiglia, forse di Angelo Fontana, e quelle delle sante Apollonia e Lucia, realizzate da Giovanni Battista Merano. Nella controfacciata si conserva anche un frammento di affresco con la Madonna con il Bambino, oggetto di particolare devozione popolare.
Agli inizi del '900 l'architetto Edoardo Collamarini ne ripristinò l'originario aspetto romanico intervenendo sulla facciata e sulla fiancata settentrionale.